# Eduard Zimmermann (Politiker)

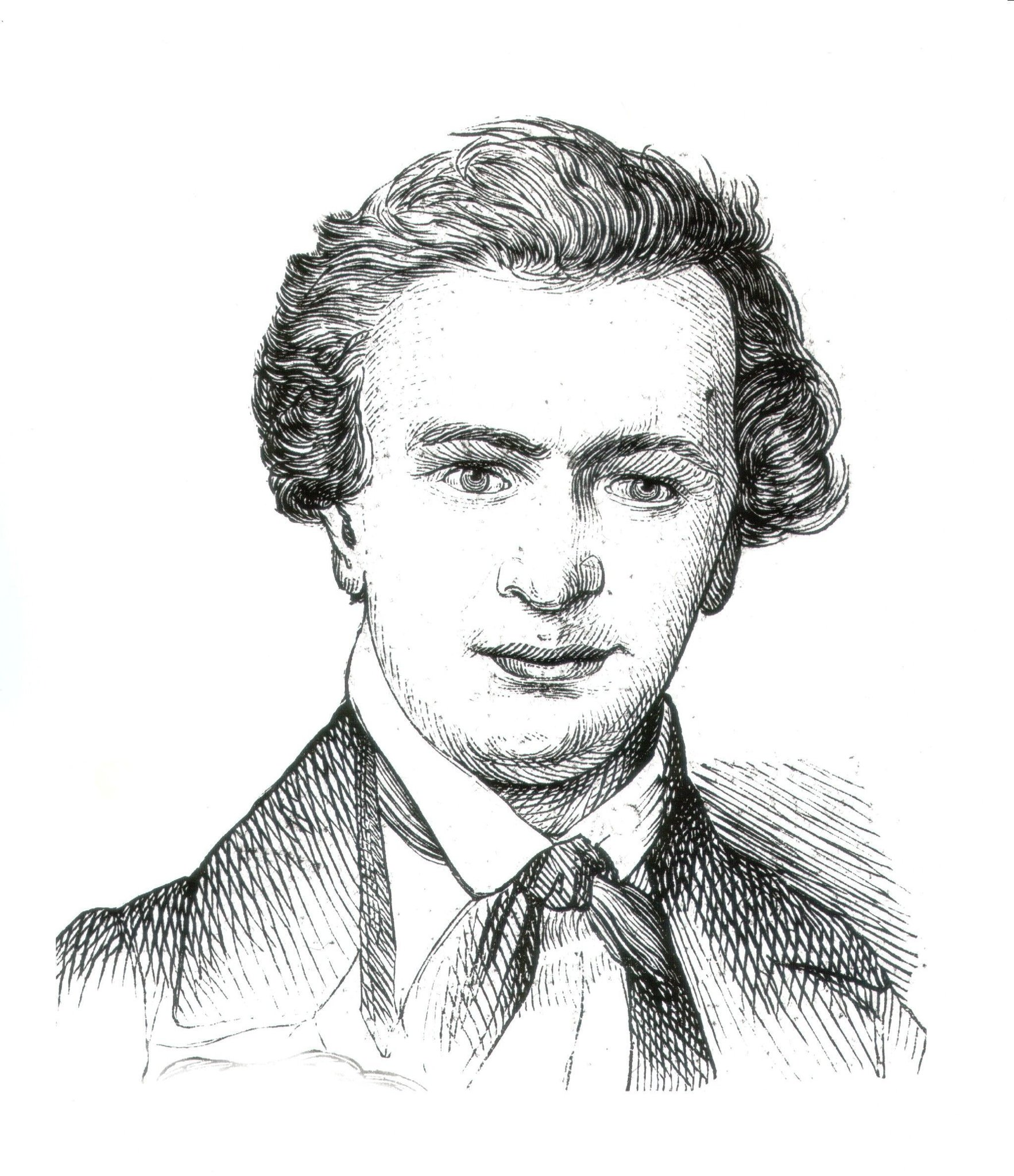
Eduard Zimmermann

Ernst Wilhelm Eduard Zimmermann (* 4. September 1811 in Berlin; † 29. Februar 1880 ebenda) war ein deutscher Jurist und linksliberaler Politiker.

## Leben
Zimmermann besuchte das Friedrichs-Werdersche Gymnasium in Berlin. In dieser Anstalt war sein Vater Rektor. Später besuchte er auch das Gymnasium zum Grauen Kloster. Danach studierte er an der Berliner Universität von 1811 bis 1835 Rechts- und Staatswissenschaften. Dort wurde er auch 1835 zum Dr. jur. promoviert.
Nach der Absolvierung des üblichen juristischen Vorbereitungsdienstes trat er in den Verwaltungsdienst über und wurde 1839 Bürgermeister in Spandau. Er war Mitglied im Kreistag Osthavelland, des Kommunallandtages sowie des Provinziallandtages der Provinz Brandenburg.
In den Jahren 1847/48 gehörte er dem Ersten und Zweiten Vereinigten Landtag an und war Mitglied im Ausschuss zur Beratung über ein neues Strafgesetzbuch. Bei der Wahl zur Frankfurter Nationalversammlung wurde er für den Wahlkreis Luckau gewählt.
Im Parlament gehörte er der äußersten Linken an und hat dort in diesem Sinne gewirkt. Er gehörte der Fraktion Donnersberg an und war Mitglied im Centralmärzverein. Die von der preußischen Regierung nach dem Sieg der Gegenrevolution in Preußen verfügte Rückbeorderung der Abgeordneten im Mai 1849 hat Zimmermann nicht anerkannt. Er machte im Juni des Jahres auch den Wechsel nach Stuttgart mit und gehörte dort dem so genannten Rumpfparlament an. Er gab in dieser Zeit auch das Havelländische Volksblatt heraus.

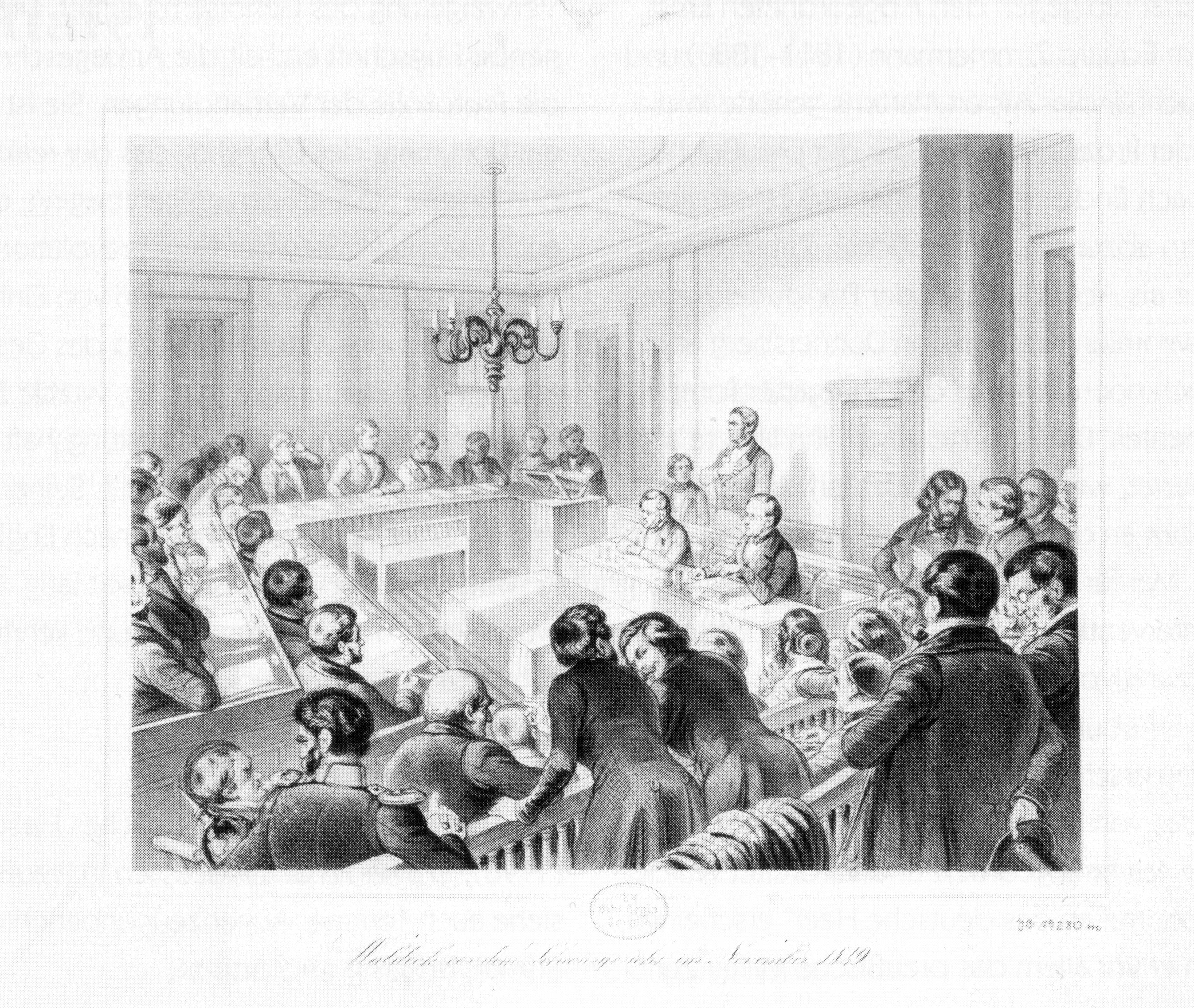
Prozess gegen Zimmermann im Jahr 1850 wegen Hochverrats

Nachdem die Reste des Parlaments aufgelöst worden waren, kehrte Zimmermann nach Preußen zurück. Er wurde unter Anklage gestellt und im Februar 1850 wegen angeblichen Hochverrats zu einer 12-jährigen Festungshaft verurteilt. Noch bevor sich weitere Instanzen mit dem ersten Urteil befassen konnten, entzog sich Zimmermann im August 1850 durch eine spektakuläre Flucht über Helgoland nach London weiterer gerichtlicher Verhandlungen in Preußen.
Dort hat er sich nach einer entsprechenden fünfjährigen juristischen Weiterbildung im englischen Recht weitergebildet. Im Jahr 1855 wurde er als Anwalt bei allen englischen Gerichten zugelassen. Gleichzeitig schrieb er für verschiedene englische und deutsche Zeitschriften. Im Jahr 1858 wurde er amnestiert. Als freier Advokat nach englischem Recht kehrte er 1861 nach Berlin zurück.
Er schloss sich der liberalen Fortschrittspartei an. In Berlin gehörte er der Stadtverordnetenversammlung an. Außerdem war er von 1877 bis 1880 Mitglied des Preußischen Abgeordnetenhauses. Zwischen 1871-1874 und 1877 sowie von 1877 bis 1880 war er Mitglied des Reichstages.
Eduard Zimmermann starb am Morgen des 29. Februar 1880 im Alter von 68 Jahren nach einem Schlaganfall. Er hinterließ die Gattin Pauline geb. Doehl, aber keine Kinder. Die Beisetzung erfolgte am 3. März auf dem Schöneberger Matthäikirchhof. Das Grabmal ist nicht erhalten.
Im April 2018 hat die Heimatkundliche Vereinigung Spandau 1954 e.V. – Spandauer Geschichtsverein vorgeschlagen, den Rathausvorplatz in Berlin-Spandau (PLZ 13597) in Eduard-Zimmermann-Platz zu benennen. Derzeit trägt dieser Platz keinen Namen. Bisher ist nach diesem bedeutenden Politiker und Wegbereiter von Demokratie Eduard Zimmermann keine Ehrung in Form eines Straßen- oder Platznamens vorgenommen worden.

## Belege
1. ↑  Bernhard Mann (Bearb.) unter Mitarbeit von Martin Doerry, Cornelia Rauh, Thomas Kühne: Biographisches Handbuch für das Preußische Abgeordnetenhaus 1867–1918 (= Handbücher zur Geschichte des Parlamentarismus und der politischen Parteien. Band 3). Droste, Düsseldorf 1988, ISBN 3-7700-5146-7, S. 432.
2. ↑  Berliner Tageblatt. Mo, 1. März 1880. Traueranzeige der Witwe. In: Berliner Tageblatt. Di, 2. März 1880, Morgen-Ausgabe. Beide Quellen aufgerufen am 27. Juli 2025.
3. ↑  Hans-Jürgen Mende: Lexikon Berliner Begräbnisstätten. Pharus-Plan, Berlin 2018, ISBN 978-3-86514-206-1. S. 747.

| Personendaten    | Personendaten                             |
| ---------------- | ----------------------------------------- |
| NAME             | Zimmermann, Eduard                        |
| ALTERNATIVNAMEN  | Zimmermann, Ernst Wilhelm Eduard          |
| KURZBESCHREIBUNG | deutscher Jurist und Politiker (DFP), MdR |
| GEBURTSDATUM     | 4. September 1811                         |
| GEBURTSORT       | Berlin                                    |
| STERBEDATUM      | 29. Februar 1880                          |
| STERBEORT        | Berlin                                    |